# Хлорування (водопідготовка)

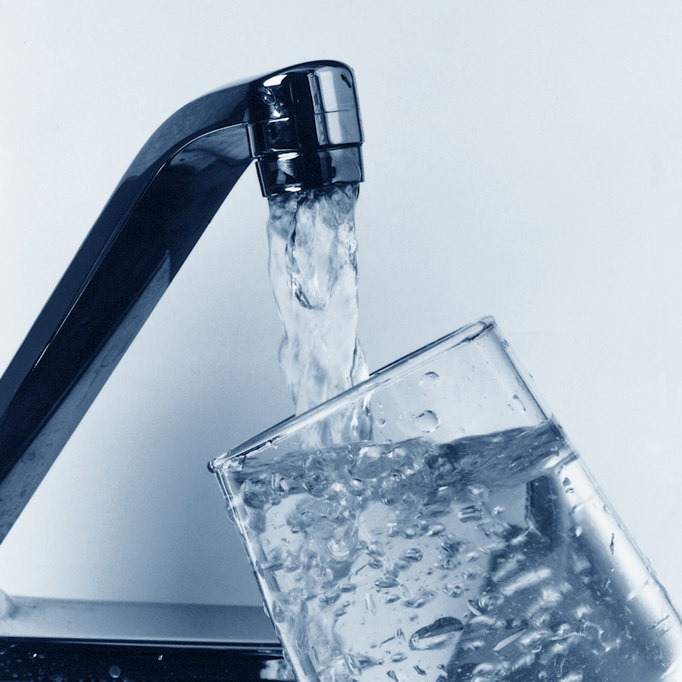
Вода з-під крана.

Хлорування — процес водопідготовки, який полягає у додаванні елемента хлору в воду як спосіб очищення води, щоб зробити її придатною для споживання людиною як питною водою. Хлорування використовується також у воді для басейнів.

## Загальні дані
При хлоруванні застосовують або чистий хлор або хлоровмісні препарати: хлорне вапно, гіпохлорит кальцію, гіпохлорит натрію, діоксид хлору, хлораміни. Окислювальні властивості хлору та консервуючий ефект післядії, а також низка інших сприятливих ефектів (дезодорація, зменшення кольоровості, попередження біообростань, видалення заліза та марганцю, руйнування сірководню) — суть знезаражуючого ефекту при хлоруванні води.
Метод хлорування, продовжує бути найбільш розповсюдженим у всьому світі через його простоту та високу знезаражуючу дію стосовно патогенних мікроорганізмів, незважаючи на проблему забруднення питної води через здатність хлорагентів утворювати у воді хлорорганічні сполуки (ХОС) високого ступеня токсичності та сумарної мутагенної активності хлорованої питної води, що в багато разів перевищує ризик виникнення онкологічних захворювань.

## Історія
У статті, опублікованій в 1894 році, Моріц Траубе запропонував додати хлорного вапна (гіпохлориту кальцію) у воду, щоб зробити її «стерильною». Двоє інших дослідників підтвердили висновки Траубе і опублікували свої роботи в 1895 році. Три роки потому, повномасштабні випробування лабораторної роботи Траубе було проведено в Медістоні, Англія.

## Хімія хлорування
З введенням хлору у воді відбувається гідроліз хлорагенту з утворенням хлорнуватистої кислоти, що дисоціює далі до гіпохлорит-іона:
Cl2 + H2O  HClO + HCl
Рідкий хлор при розчиненні у воді утворює дві кислоти — соляну і хлорнуватисту. У даному випадку окисниками є хлор і хлорнуватиста кислота.
При використанні гіпохлориту натрію та хлорного вапна у водному середовищі окисником є тільки хлорнуватиста кислота, яка має вищий окислювальний потенціал у порівнянні з гіпохлорит-іоном. Крім того, хлорована вода підлужнюється, що створює сприятливі умови для створення ХОС.
При застосуванні методу хлорування з преамонізацією хлор у воді знаходиться у зв'язаному стані у вигляді моно- та дихлорамінів.

## Вади
До 1974 року вважалось, що хлорування води не виявляє шкідливого впливу на здоров'я людини. В наступні роки проведені дослідження в Нідерландах та США показали, що близько 10 % хлору при хлоруванні питної води витрачається на утворення токсичних галогенних сполук, і, при цьому, загальна кількість сполук з хлором, що визначається у питній воді, наближається до 300, а їх сумарна концентрація може досягати 800 мгк/дм3. Різноманітність цих утворюваних сполук, дослідниками пов'язується з різноманітністю фізико-хімічних характеристик води вододжерел та умов водопідготовки на водопровідних станціях.
В хлорованій питній воді містяться ХОС, які умовно поділяють на три групи:
- високопріоритетні:
сюди відносять тригалогенметани. Це сполуки, загальна формула яких CHX3, де Х — галоген. Це хлороформ (доля його від загальної кількості становить 80-90 %), дихлорбромметан, дибромхлорметан та бромоформ.[5][6] Дані літератури свідчать, що тригалонметани дуже шкідливі для здоров'я людей через притаманні їм і загальнотоксичні і віддалені (мутагенні, канцерогенні і тератогенні) ефекти дії на організм.[4][7]
Крім того, часто визначаються сполуки, які практично не видаляються з води при проходженні через звичайні очисні споруди водопроводів: чотирихлористий вуглець, тетрахлоретилен, трихлоретилен.

- відносно пріоритетні;
- низькопріоритетні.

Багато з ХОС мають гепатотоксичну дію, можуть викликати ураження нирок, центральної нервової та ендокринної систем, органів зору, мають ембріотоксичний, мутагенний та канцерогенний ефект. Броморганічні сполуки є надзвичайно токсичними та мають виражені кумулятивні властивості. Бромоформ і дибромхлорметан виявляють гепатотоксичну дію (2-ий клас небезпеки), а дихлорбромметан, етиленбромід і ін. мають канцерогенний вплив і відносяться до речовин 1-го класу небезпеки.
Джерелом найбільшої кількості ХОС внаслідок хлорування води є органічні речовини, які містяться у воді вододжерела: гумінові кислоти, фульвокислоти, хінони, похідні фенолу, аніліну, продукти метаболізму водоростей, водний гумус. Впливати на вміст органічних речовин у воді поверхневих водойм можуть антропогенні чинники (промислові та побутові стічні води, неочищені зливові води, водогосподарська діяльність на територіях водних басейнів; природні процеси перетворення рослинних та тваринних залишків у водному середовищі.

## Альтернативи
Існує декілька альтернатив звичному хлоруванню: озонування; вода, яка оброблена шляхом фільтрації і не потребує подальшої дезінфекції; УФ-знезараження за рахунок використання світла замість хімічних дезинфікуючих засобів (однак, цей метод не призведе до видалення бактеріального виробництва токсинів, а також пестицидів, важкі метали і т. д. з води).
Ці альтернативи не мають консервуючого ефекту післядії, на відміну від хлорування.
Альтернативою може бути також дезінфекція з хлораміном, який на відміну від хлору, має більш тривалий період напіврозпаду і відносно низький окислювально-відновний потенціал у порівнянні з вільним хлором.
Каталітична дія срібла, спільно з киснем, дезінфікує воду і виключає необхідність хлору. Електролітичні розчини срібла знаходять застосування для консервування і знезаражування води.